# Sergej Kopjlov
Sergej Kopjlov (ryska: Сергей Владимирович Копылов), född den 29 juli 1960 i Tula, Ryssland, är en sovjetisk tävlingscyklist som tog OS-brons i cykelsprinten vid olympiska sommarspelen 1980 i Moskva. 